# Niels Nygaard
Niels Nygaard (født 27. januar 1953 i Nyborg) er en tidligere langdistanceløber, og mellem 2007-21 formand for Danmarks Idrætsforbund.
Han gjorde sig mest gældende som ungdomsløber, hvor han stillede op for atletikklubben Skive AM. Han var dansk indendørs mester på 1500 meter 1972 samt holdmesterskaber på 4 x 1500 meter og cross.
Nygaard var i seks år fra 1986 formand for Dansk Atletik Forbund, hvorefter han 1992 blev medlem af bestyrelsen i Danmarks Idrætsforbund. I 2006 blev han næstformand og året efter formand.
Ved sin tiltræden som formand for DIF i 2007 bekendtgjorde Niels Nygaard at han ville arbejde for et tættere forhold mellem DIF og DGI. I juni 2008 kom det frem at de to organisationer arbejder på en evt. sammenlægning af DIF og DGI til en stor idrætsorganisation, som skal varetage såvel eliteidrættens som breddeidrættens interesser. Han har tidligere annonceret, at han stopper som DIF-formand til maj 2021.
Niels Nygaard blev 2013 valgt til den europiske olympiske komites (EOC) bestyrelse og fik titlen som vicepræsident i 2017. Efter EOC-præsident Janez Kocijancics død i 2020 overtog Niels Nygaard posten som konstitueret præsident i valgperioden, der løber til november 2021. Han er ridder af Dannebrogordenen.

## Danske mesterskaber
- Guld 1972 1500 meter 4:10.1

## Personlige rekorder
- 1500m 3.51,6
- 5000m 14.15,00 (1975)
- 10.000m 30.21,6 (1986)

## Privat
Som ganske ung flyttede Nygaard sammen med forældrene til Skive, da de som 2. generation af familien overtog Hotel Gl. Skivehus. I en kort periode fungerede han som direktør for hotellet.